# Leonid Sawlin
Leonid Sawlin (ur. 1999) – niemiecki szachista, mistrz międzynarodowy od 2021.

## Kariera szachowa
W 2013 roku zajął drugie miejsce w turnieju szachowym juniorów Maccabiah Games. Wielokrotnie reprezentował Niemcy na mistrzostwach Europy juniorów w szachach i w mistrzostwach świata juniorów, wygrywając mistrzostwa Europy juniorów w 2015 roku w grupie wiekowej do lat 16. Obecnie gra w klubie SK Zehlendorf.
Najwyższy ranking w dotychczasowej karierze osiągnął 1 września  2021 roku, z wynikiem 2410 punktów.